# Adunați
Adunaţi é uma comuna romena localizada no distrito de Prahova, na região de Muntênia. A comuna possui uma área de 22.70 km² e sua população era de 2190 habitantes segundo o censo de 2007.